# محكمة الاستئناف (مصر)

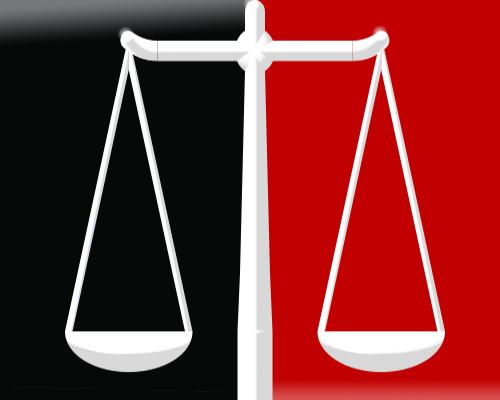
ميزان العدل (رمز المحاكم)

محاكم الاستئناف تعتبر من محاكم الدرجة الثانية في مصر؛ بمعنى أنه يحق للمحكوم عليه أن يتظلّم أمامها من الأحكام الصادرة عن محاكم الدرجة الأولى (سواء الابتدائية أو الجزئية)، فيُطرَح النزاع أمامها مرة أخرى لتفصل فيه بإصدار حكم نهائي. ومحاكم الاستئناف لا تنشأ إلا بقانون خاص يصدر بذلك. توجد في مصر حالياً 8 محاكم استئناف، وتتوزع على: القاهرة، والإسكندرية، وطنطا، والمنصورة، وأسيوط، والإسماعيلية، وبني سويف، وقنا. وتتسع دائرة اختصاص بعض هذه المحاكم لتشمل المحاكم الابتدائية الموجودة في أكثر من محافظة؛ مثل: محكمة استئناف الإسكندرية التي تُستأنَف أمامها الدعاوى التي تصدرها محكمتا الإسكندرية ودمنهور الابتدائيتان، ومحكمة استئناف القاهرة التي تتعلق بها كافة المحاكم الابتدائية الموجودة بالقاهرة والجيزة.
تتكون كل محكمة استئناف من رئيس، وعدد كاف من النواب، ورؤساء الدوائر، والقضاة. تُقسّم المحكمة إلى عدة دوائر، تضم كل دائرة منها 3 قضاة، وتختص الجمعية العامة لكل محكمة استئناف بتحديد عدد دوائرها وتوزع العمل فيها. وتختص محاكم الاستئناف بنظر الطعون على كافة الأحكام الصادرة في المواد المدنية، والجنائية العادية، وجنايات أمن الدولة.

## ملحوظات
1. ↑  يقوم النظام القضائي المصري على مبدأ هام؛ هو «مبدأ التقاضي على درجتين»، وبموجبه، تُرفَع الدعاوى أولاً إلى محاكم الدرجة الأولى: الابتدائية أو الجزئية (حسب موضوع النزاع) ، ثم يكون بالإمكان الطعن على حكم الدرجة الأولى أمام محاكم الدرجة الثانية: محاكم الاستئناف أولاً، ثم النقض بعد ذلك.